# Пйотр Кміта (маршалок)
Пйотр Кміта гербу Шренява (близько 1442 — 16 квітня 1505) — шляхтич, військовик, урядник, магнат Королівства Ягеллонів. Підписувався з Вісьніча (Собєня, Собєньські).

## Біографія
Другий син львівського каштеляна Яна Кміти (Яна Носека з Собєня). Старший брат руського воєводи Станіслава Кміти.
1458 року почав навчання в Краківській академії. Батько залишив синам замок Собєн на правому березі Сяну (тепер не існує, на південь від Сяноку), чимало сіл. 1487 року був поділ сімейного майна. 1466 року брав участь у битві під Хойницями (заслуги скромні, король оцінив у 60 гривень). Як королівський придворний був на чолі 14-ти кінного відділу, який супроводжував до Праги короля Владислава Ягеллончика (з Кракова вирушили 25 липня 1471 року). 1478 року став старостою спіським, 1483 року викупив заставлене (попередником Прецлавом з Дмосіц) майно замків спіських, 1502 року коштом П.Кміти було відремонтовано замок любовельський, його знищену вежу. 1485 року брав участь у поході на турків. 1489 року (був старостою сов(н)децьким), 1490 років був за завданням короля Казімєжа IV Яґеллончика в Угорщині для підтримки кандидатури королевича Ольбрахта на трон після смерти Матвія Корвіня. 1500 року був послом в Буді під час укладення угорсько-французького перемир'я. 1501 року став краківським воєводою. 4 квітня 1505 року написав у Вісьнічу заповіт, яким ключ вісьніцький записав братанку Пйотру (помер 1515 року, сяноцькому старості, сину старости белзького і бецького Анджея Кміти).
Помер 16 квітня 1505 року, був похований у катедрі Вавеля.

## Сім'я
Дружина Ельжбета Дмосіцка (донька Прецлава з Дмосіц — старости спіського, шлюб принаймні від 1494 року). Дітей не мали. Пйотркувський сейм 1509 року дозволив дожиттєве посідання спіського староства, мала забезпечену чоловіком суму 3000 флоринів угорських; померла 1512 року.

## Власність
З поділу батьківського майна отримав замок Собєн, довколишні містечка, села. Після смерті брата Пйотра отримав 7 сіл в Краківському воєводстві, дім у Пйотркуві—Трибунальському (королівський подарунок, до кінця життя). Мав староство спіське, 2 королівщини (міста Новий Сонч, Солець), тенуту райброцьку. Щороку мав чинш з жупи бохеньської та млина. За службу отримував від короля гроші. Продав королю 1487 року села Дрвіну та Волю Дрвіньську.

16 золотих чиншу відкупного (за дозволом короля) 1494 року записав оо. авґустіянам при костелі св. Катажини в Казімєжі біля Кракова.